# Большое Тугаево
Большо́е Туга́ево (чув. Аслӑ Тукай) — деревня в Цивильском районе Чувашской Республики. Входит в состав Первостепановского сельского поселения.

## География
Находится в северной части Чувашии на расстоянии приблизительно 10 км на юг-юго-восток по прямой от районного центра города Цивильск.

## История
Известна с 1719 года, когда в ней было 40 дворов, 159 мужчин. В 1747 году здесь было 209 муж.; в 1795 — 50 дворов, 280 жителей, в 1859 — 72 двора, 347 жителей, в 1897—521 житель, в 1926—109 дворов, 501 житель, в 1939—612 жителей, 1979—382 жителя. В 2002 году было 92 двора, в 2010 — 61 домохозяйство. В период коллективизации образован колхоз «Большевик», в 2010 году действовал ООО «Руно».

## Население
Постоянное население составляло 204 человека (чуваши 98 %) в 2002 году, 155 в 2010.